# Épület

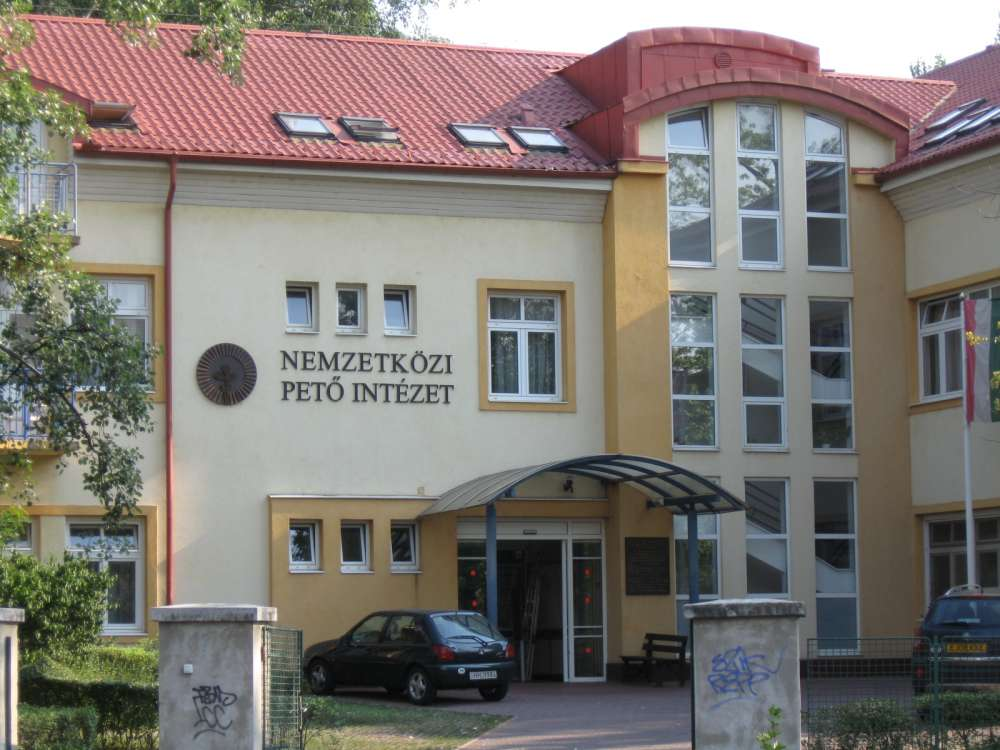
A Nemzetközi Pető Intézet épülete

Az épület egy emberi kéz alkotta építészeti mű. Egy vagy több körülzárt helyiséget foglalhat magába, és így önálló zárt egységet képez.
Csak a szilárd építőanyagokból készült építményeket nevezzük épületnek. Így például egy sátor nem épület.

## Az épületek felosztása
Az épületek két csoportba sorolhatóak látogathatóság szerint:
- Középületek például a templomok, színházak, tőzsdék, kórházak, városházák, országházak. Ezek szabadon látogathatók.
- Magánépületek. Ezek valamilyen személy vagy jogi személy tulajdonát képezik, így látogathatóságuk korlátozott.

Egy másik lehetséges felosztás az
- egyházi és
- világi.

Rendeltetésük szerint az épületek még lehetnek
- gazdasági,
- ideiglenes,
- fő- és melléképületek.

Elkészültük után pedig lehetnek
- funkcionálisak,
- a céloknak, az elképzelésnek megfelelőek,
- organikusak (a környezethez és a benne élőkhöz vagy tartózkodókhoz szervesen illeszkedők)
- esztétikailag hibásak.

## Lásd még
- Intelligens épület